# Сакко, Джованни
Джова́нни Са́кко (итал. Giovanni Sacco; 25 сентября 1943, Сан-Дамьяно-д'Асти, Пьемонт — 17 декабря 2020, Асти, Пьемонт) — итальянский футболист и футбольный тренер, играл на позиции полузащитника.

## Биография

### Игровая карьера
В течение шести сезонов Сакко играл за «Ювентус», за который во всех турнирах сыграл 102 матча. В составе «старой синьоры» в 1967 году завоевал чемпионский титул. Сезон 1965/66 Сакко отыграл на правах аренды в «Лацио», за который в Серии A сыграл 18 матчей и забил 3 гола. После этого он вернулся в «Ювентус». В 1969 году перешёл в «Аталанту», за которую играл четыре сезона. Завершил карьеру в «Реджане» в 1976 году.

### Тренерская карьера
Работал главным тренером клубов «Империя», «Про Верчелли», «Асти», «Савона», «Казале» и «Аоста».

### Смерть
Скончался 17 декабря 2020 года в Асти в возрасте 77 лет от последствий заражения коронавирусом.

## Достижения
«Ювентус»
- Чемпион Италии (1) : 1966/67